# BarCamp
BarCampy – nieformalne, otwarte, interaktywne spotkania ludzi związanych z branżą internetową, celem których jest integracja środowiska, wymiana doświadczeń i pomysłów oraz dobra zabawa.

## Historia

### Nazwa
Nazwa „BarCamp” została zainspirowana Foo Campem (zamkniętą coroczną imprezą organizowaną przez Tima O’Reilly) oraz foobarem (metaskładniową zmienną używaną w programowaniu oraz dokumentacji dotyczącej komputerów) i powstała z połączenia „bar” i „camp” – członów wymienionych pojęć.

### Pierwszy BarCamp na świecie
Pierwszy BarCamp odbył się w dniach 19-21 sierpnia 2005 roku w Palo Alto, w Kalifornii, w biurach firmy Socialtext. Impreza została zorganizowana w niecały tydzień. Wzięło w niej udział 200 osób.

### Pierwszy BarCamp w Polsce
Grill IT, pierwszy BarCamp w Polsce, odbył się 19 września 2006 roku we Wrocławiu. Wzięło w nim udział około 30 osób.